# Sankt Magdalena am Lemberg
Sankt Magdalena am Lemberg è una frazione di 1 131 abitanti del comune austriaco di Buch-Sankt Magdalena, nel distretto di Hartberg-Fürstenfeld (Stiria). Già comune autonomo nel distretto di Hartberg, il 1º gennaio 2013 è stato aggregato a Buch-Sankt Magdalena assieme all'altro comune soppresso di Buch-Geiseldorf.